# 지나

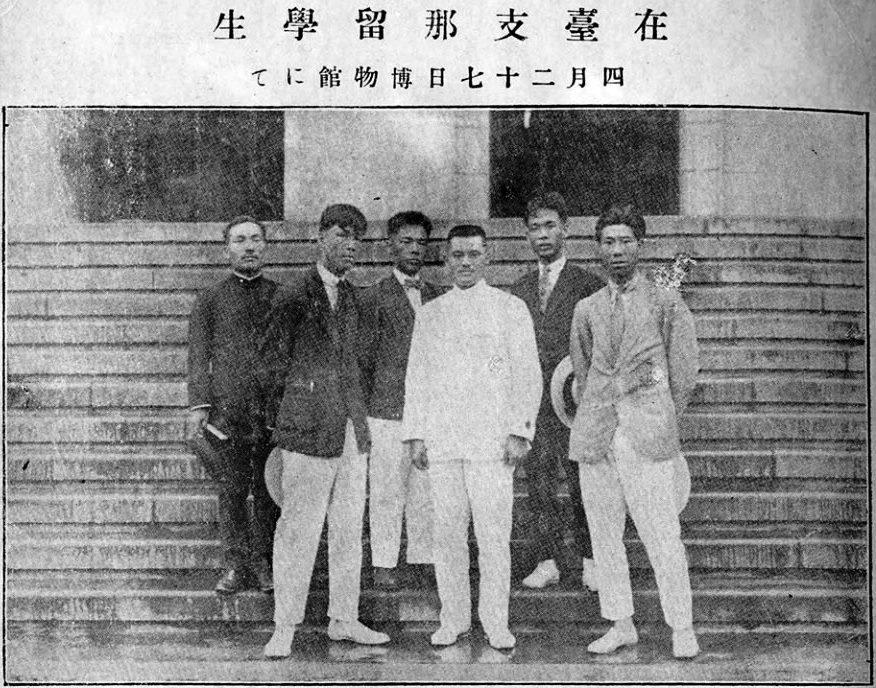
1921년 대만 유학생들의 졸업 사진, 본 사진에서는 대만에 유학하는 중국본토인을 '지나유학생'이라고 불렀다. 사진 출처는 국립대만박물관.

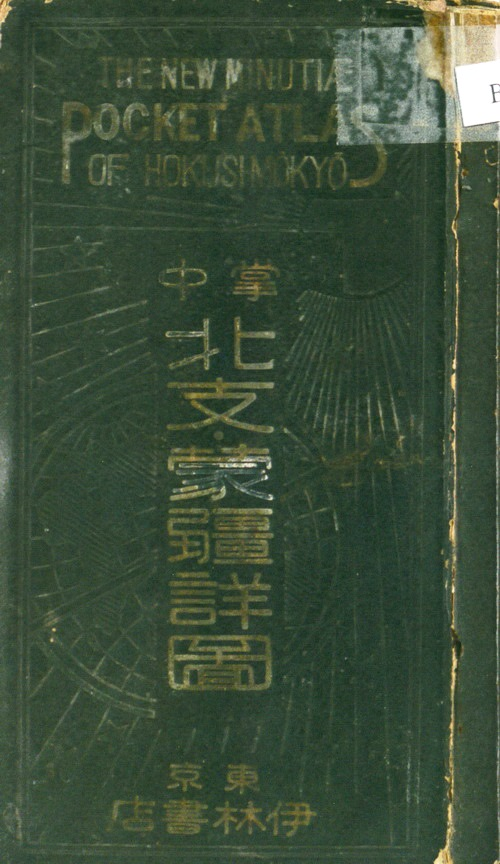
1939년 도쿄 依林서점 출판,〈장중북지 몽강상도(掌中北支‧蒙疆詳圖)〉

지나(支那)란 중국을 가리키는 호칭 중 하나이다. 원래는 역사상 최초의 중국의 통일국가로 알려진 진나라에서 유래한 명칭으로 사용되었다.  이 말은 현재 중국인들, 특히 중화인민공화국 국민들로 하여금 이 이름을 차별적, 경멸적인 호칭으로 받아들이고 있다.

## 역사
지나는 본래 중국의 수나라와 당나라 시대에 인도 승려가 산스크리트어로 된 불경을 한문으로 번역할 때 당시 나라가 바뀌던 "중국"을 진나라의 후속으로 여기고 산스크리트어 단어인 '치나'를 한문으로 음역(音譯)한 것이 시초이다. 이 때에는 支那 외에 至那·脂那로도 썼다. 그 후 9세기경 일본에 한문 불경이 전해지면서 "지나"라는 호칭도 일본에 전해졌다. 18세기 일본의 난학자들이 서양의 서적을 번역하면서 영어의 "차이나"(China) 및 서양 언어의 동계 명칭이 "지나"(支那)와 같은 어원(진나라)이라는 것을 알아냈다.
일본에서는 메이지 유신 이후 탈아입구가 일본의 국시가 되면서 중화 사상적 뉘앙스를 풍기는 "중국" 대신 지나라는 호칭이 일반화되었고 청일 전쟁에서 일본이 승리하면서 이 호칭은 점차 쇠퇴해가는 중국을 경멸하는 뉘앙스를 띠게 되었다. 1911년 신해혁명으로 청나라가 멸망하고 중화민국이 성립된 이후에도 일본에서는 중국을 부를 때 정식 국호인 "중화민국" 대신 "지나 공화국"(支那共和國) 등으로 호칭하는 일이 잦았으며 이는 중국인들의 불만을 샀다. 이후에도 중국인을 "지나인"(支那人), 중일 전쟁을 "지나 사변"(支那事變) 등으로 표시하는 등 중일 전쟁과 제2차 세계 대전 기간 중에 나온 일본의 지나 호칭은 다분히 경멸의 뉘앙스가 끼어 있었다.
2차 대전 이후의 일본 언론이나 정치인들이 중국을 공식적으로 "지나"라고 호칭하는 일은 없지만 일부 우익 성향의 정치가들(대표적으로 이시하라 신타로)은 여전히 중국을 지나라고 지칭하고 있어서 중국 정부의 항의를 받기도 한다.

## 호칭의 비하적 의도 문제
"지나"는 기본적으로 영어의 "차이나"(China)와 더불어 유럽 국가들이 많이 사용하고 있는 진나라를 어원으로 하는 "시나"(Sina), "신"(Chin) 등의 국명과 같은 동계어이기 때문에, "지나"라는 호칭이 차별이냐 아니냐라는 논란을 불러 일으키기도 한다. 이러한 호칭은 특히 일본과 중국 사이에서 문제가 되고 있는데, 동중국해(東シナ海)·인도차이나 반도(インドシナ半島) 등의 지명에 "지나"가 들어가는 것이 차별적 호칭인가에 대해 논란이 되고 있다. 일본에서는 한자로 표기하는 "지나"(支那)를 차별어로 규정하여 IME 일본어 입력기에서도 이 한자는 자동으로 변환이 되지 않도록 조치하고 있다. 대신 지명 등에 쓰이는 인도차이나, 동중국해 등의 "지나"는 가타카나 표기인 "시나"(シナ)로 바꿈으로서 지나가 서양 언어의 번역이라는 점을 강조했고 그것도 지명 등지에 한해서만 쓰이게 하였다. 그러나 일본 민간에서는 라면을 "시나소바(支那そば)"라고 부르는 등 대중적 차원에서 완전히 이 명칭이 불식된 것은 아니며 중국과 일본 양국 네티즌의 인터넷 분쟁 등에서는 여전히 지나가 경멸 용어로서 사용되고 있다.

## 한국에서의 사용
한국에서는 중국이라는 용어 대신 사용하여, 부정적인 의미보다는 중립적 의미로 사용된다. 1919년 기미독립선언문에서도 중립적 용어로 '지나인'이라고 표기하며 일본인과 지나인으로 구별하였다. 단재 신채호는 자신의 책에서 중국이라는 말을 한 번도 쓰지 않고 중국을 지나로만 불렀다. 청나라와 동등한 관계를 강조하던 20세기에는 중국이라는 용어가 중화사상을 강조하는 명칭으로, 중립적으로 지나를 용어로 사용하였다. 한국에서는 중립적인 용어로 유럽의 명칭인 '차이나'처럼 '지나'를 사용하기도 한다.
현재는 반중 감정을 가진 일부 한국인들이 중국을 "지나" 또는 "중공"(中共)이라고 호칭하는 일이 있다. 대부분의 한국인들은 "중국"이라고 부르지만  "짱깨" 라는 속어로 부르는 사람도 있으며 오랑캐라고 부르는 노인들도 있다.

## 같이 보기
- 캐세이
- 진나라
- 진시황
- 중국인

## 참고
1. 1 2 3  박노자 (2008년 1월 3일). “고구려와 중국은 철천지 원수였나”. 한겨레21. 2018년 3월 24일에 확인함.[깨진 링크(과거 내용 찾기)]
2. 1 2 3  안영배 (2016년 10월 7일). “한자를 알면 우리 역사가 보인다”. 한겨레21. 2018년 3월 24일에 확인함.
3. 1 2 3 4  “진, 한, CHINA, 최초의 통일 제국[秦, 漢]”. 세계사 개념사전. 2018년 3월 24일에 확인함.[깨진 링크(과거 내용 찾기)]